# Бене (Атлантска Лоара)
Бене (фр. Besné) насеље је и општина у западној Француској у региону Лоара, у департману Атлантска Лоара која припада префектури Сен Назер.
По подацима из 2011. године у општини је живело 2683 становника, а густина насељености је износила 152,96 становника/km². Општина се простире на површини од 17,54 km². Налази се на средњој надморској висини од 10 метара (максималној 16 m, а минималној 0 m).

## Демографија
| 1962. | 1968. | 1975. | 1982. | 1990. | 1999. | 2011. |
| ----- | ----- | ----- | ----- | ----- | ----- | ----- |
| 1.332 | 1.440 | 1.636 | 2.062 | 2.059 | 2.031 | 2.683 |

График промене броја становника у току последњих година